# بخش سن آنتونیو دو آرکو
بخش سن آنتونیو دو آرکو (به اسپانیایی: Partido de San Antonio de Areco) یک منطقهٔ مسکونی در آرژانتین است که در استان بوئنوس آیرس واقع شده‌است. بخش سن آنتونیو دو آرکو ۸۵۷٫۵۹ کیلومتر مربع مساحت و ۲۱٬۳۳۳ نفر جمعیت دارد.